# Vasabron, Örebro

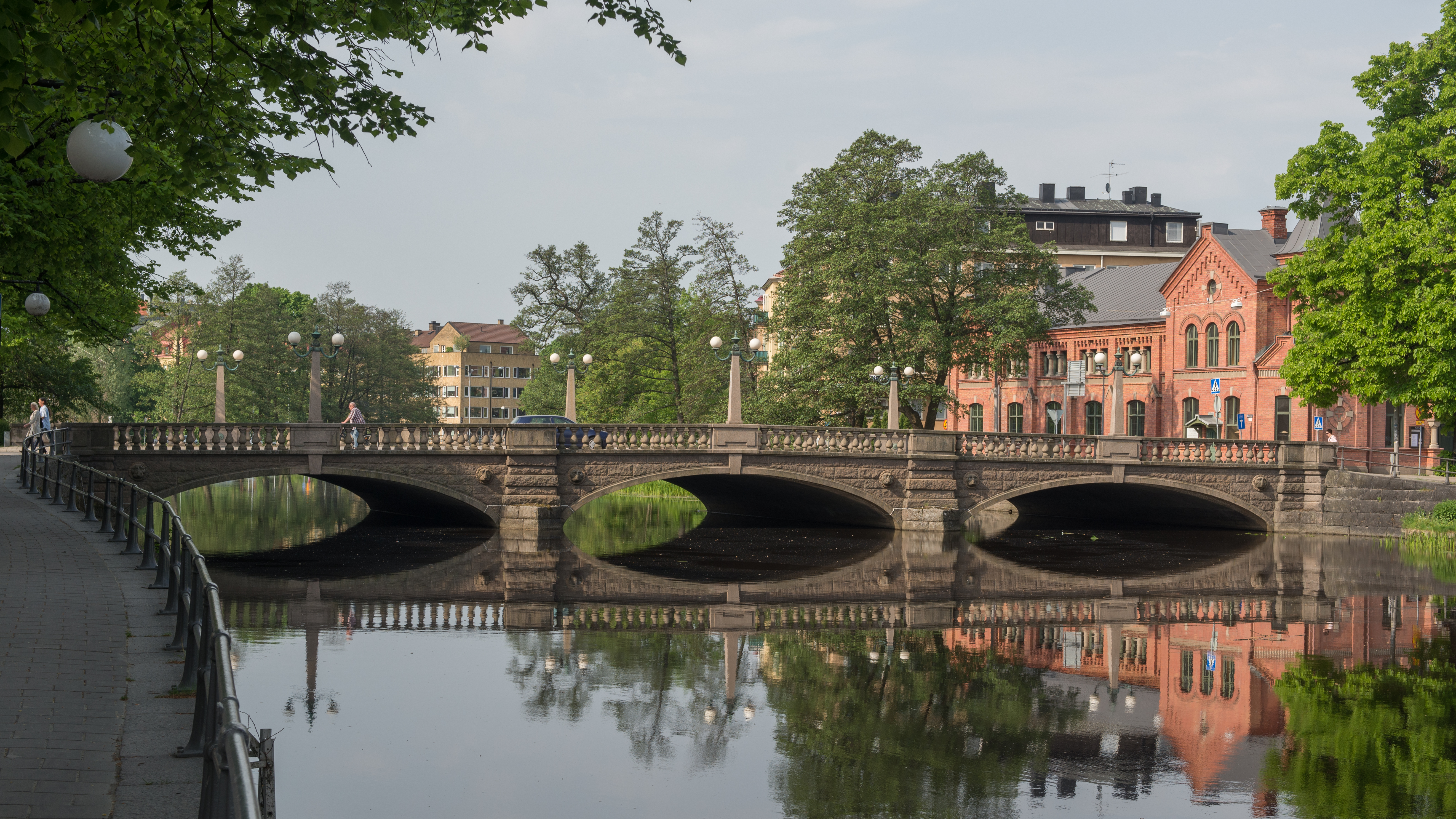
Vasabron i maj 2014 med Vasakyrkan i bakgrunden.

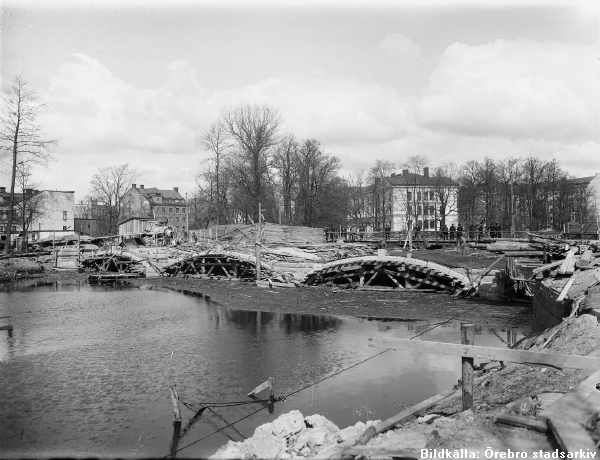
Vasabron under byggnad. C:a 1925.

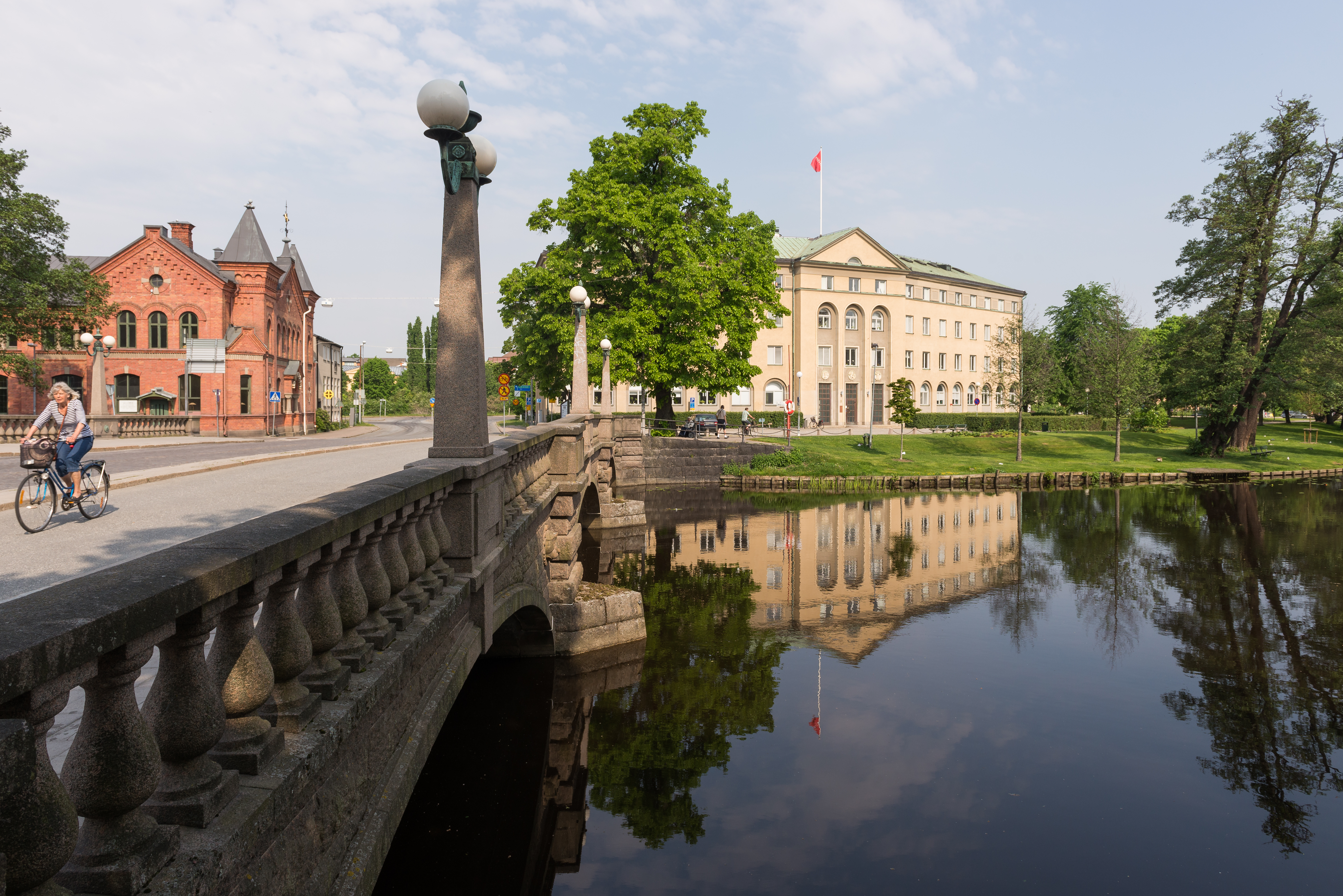
Vy från bron mot Nämndhuset som också ritades av Arn.

Vasabron i Örebro går över Svartån vid konserthuset och förbinder Centrum med Östra Bangatan. Fotgängare och cyklister kan även via en tunnel komma till Väster. Flera broar med samma namn har under årens lopp funnits på platsen. Dagens bro invigdes den 18 augusti 1926 och byggdes efter ritningar av dåvarande stadsarkitekten Georg Arn. Den är utförd med visuella element i natursten och dekorationer av bildstenhuggare Erik Andersson Lilja.

## Tidigare broar på platsen
År 1881 uppförde en ingenjör Wulfcrona, med benäget tillstånd, en gångbro över Svartån på nuvarande Vasabrons plats. Broavgiften var 2 öre. År 1885 beslutade Stadsfullmäktige att uppföra en provisorisk körbro på samma ställe. Redan 1904 befanns denna för skröplig. Man beslutade därför om att bygga ännu provisorium. Denna förlades vid sidan om den ursprungliga, så att den inte skulle stå i vägen, när en mer permanent bro skulle byggas.

## Byggnader kring Vasabron
Byggnadsmiljön kring Vasabron är historiskt och kulturellt intressant. Direkt synliga från bron är: Örebros tidigare Elverk (nu kulturskola), Nikolai församlingshem som var Örebros första skola, Nikolaikyrkan från 1200-talet, Magnus Dahlanders Post- och Telegrafhus med nationell sekelskiftesprägel, Konserthuset av Georg Arn i 20-tals klassicism, Vasakyrkan, Nämndhuset, likaledes i 20-talsstil, Frimurarelogen, Hotel Borgen och Örebro Teater.